# Aconodes persimilis
Aconodes persimilis är en skalbaggsart som först beskrevs av Stefan von Breuning 1939.  Aconodes persimilis ingår i släktet Aconodes och familjen långhorningar. Inga underarter finns listade i Catalogue of Life.